# Liste d'enseignes de la grande distribution en Europe
Pour un article plus général, voir Liste d'enseignes de la grande distribution.
Cet article présente la liste d'enseignes de la grande distribution en Europe (dont supermarchés, supérettes, hard-discounts, etc.) classée par pays.
Les enseignes internationales ayant le plus de supermarchés sont Carrefour, Coopérative U, Auchan, Intermarché, Lidl, E.Leclerc et SPAR.

## Abkhazie
- Azanta[1]
- Central Supermarkets[2],[3]
- Premium Supermarket[4]
- Continent (anciennement[5])

## Andorre
- Andorra 2000 (en)
- Compra Be
- E.Leclerc
- Escale
- Garallà
- Hiper Andorra
- Illa Carlemagny
- Monoprix
- Punt de Trobada
- Pyrénées
- River
- Sant Eloi
- Super U
- Supermercat ALFA
- Supermercat DEL SUD
- Super GOURMET
- Super SOL

## Arménie
- Carrefour[6]
- Galaxy
- SAS
- Star
- Yerevan City

## Autriche
- Billa
- Hofer
- Lidl
- Metro
- Merkur
- Nah & Frisch
- Norma
- Penny Market
- Spar
- Unimarkt
- Zielpunkt

## Azerbaïdjan
- Ameli
- City Market
- Fresco
- Migros Türk
- Neptun
- New World Market

## Belgique
- Aldi
- Broze (magasin)
- Carrefour
- Colruyt
- Cora
- Delhaize
- Fox & Cie
- Lidl

## Biélorussie
- Almi (Алми, Groupe Almi) : supermarchés, hypermarchés, quincailleries
- Bazar (Базар - Groupe Rublevsky) : discompte
- Belkoopsojuz (Белкоопсоюз) : supermarchés
- BelMarket (en) (Белмаркет) : supermarchés
- Bigzz : supermarchés, hypermarchés
- Dorors (Дорорс) : supermarchés
- Econom (Эцоном)
- Euroopt (Евроопт) : hard-discount
- Gippo (Гиппо) : hypermarchés
- Korona (Корона) : hypermarchés
- Mart Inn (parfois « Март Інн »)
- Preston (Groupe Arvitfud)
- ProStore (Простор)
- Rodnaja Storona (Родная Сторона) : supermarchés
- Rublevsky (Рублёвский - Groupe Rublevsky)
- Sosedi (Соседі)
- Vesta (Веста) : supermarchés
- Vestor (Вестор)
- Vitaliur (Виталюр) : supermarchés
- Zakrama (Groupe Almi) : discompte

## Bosnie-et-Herzégovine
- Bingo (en)
- Konzum : supermarchés, hypermarchés, drogueries
- Maxi (en)
- Mercator : supermarchés
- Robot Komerc (en)
- InterEx

## Bulgarie
- Billa
- Carrefour
- CBA
- Fantastico (Фантастико)
- Kaufland
- Lidl
- Metro Cash & Carry
- Penny
- Piccadilly (Пикадили)

## Chypre
- AlphaMega
- Carrefour
- Orphanides
- E&S
- Metro (ne pas confondre avec Metro Cash & Carry) : supermarchés grecs
- Lidl
- Olympic

### Chypre du Nord
- E Lasertek
- Lemar
- Tempo

## Danemark
- Aldi
- Bilka
- Brugsen (da), SuperBrugsen (da), Dagli'Brugsen (da) et LokalBrugsen (da)
- Fakta (da)
- føtex (en)
- Irma (en)
- Kiwi (en)
- Kvickly (en)
- Lidl
- Netto
- REMA 1000 (en)
- Spar
- SuperBest (en)

### Îles Féroé
- Miklagarður[7]

## Espagne
- Ahorramas (Communauté de Madrid, Castille)
- Aldi (National)
- Alcampo (Auchan et Grupo Sabeco : Simply, Aro Rojo, Lauco, National)
- Ametller Origen (Catalogne)
- BM, Super Amara (Grupo Uvesco, Pays basque et Cantabrie)
- Bon Area (Barcelone)
- Bon Preu (Catalogne)
- Carrefour (National)
- Condis (Catalogne)
- Consum (National)
- Costco (National)
- Coviran (National)
- Dia, Maxi (National)
- El Árbol (es) et Max Descuento Cash racheté par Dia en juillet 2014, national)
- El Jamón (Andalousie)
- Dani (Andalousie)
- Deza (Andalousie)
- Ecoveritas (Catalogne)
- Eroski, Caprabo, Miquel Alimentació et Suma, Familia (Pays basque et Catalogne, Galice, national)
- Euromadi (franchisés Spar, national)
- Froiz (Galice, Castille-Léon, Castille-La Manche, Madrid)
- E.Leclerc (National)
- H.D. Covalco (Catalogne)
- Hiber (Communauté de Madrid)
- HiperDino, SuperDino (Groupe DInoSol, Iles Canaries)
- Hypercor, Opencor (El Corte Inglés)
- GADISA (Gadis, Galice)
- Intermarché (National)
- Lidl (National)
- Makro (réservé aux professionnels) (National)
- Mas, Cash Fresh, (Grupo Hermanos Martin, Andalousie)
- Maskom (Andalousie)
- Mercadona (Pays Valencien, National)
- Masymas (National)
- Mere (hard-discount)
- Open25 (Communauté de Madrid et Alicante)
- Patri (Pays Valencien)
- Sánchez Romero (Communauté de Madrid)
- Sangüi (Murcie)
- Super Sol (Andalousie, Madrid)
- Tambo et Hyper Cash (réservé aux professionnels) (Estrémadoure)
- TodoTodo (Pays basque)
- Tu Alteza (Grupo Jesuman, Canaries)
- Upper (franchisé SPAR Avec 42 points de vente, Murcie et Alicante)
- Vidal (Valence)

Une étude a été faite sur les chaînes de supermarché les moins chères du pays par l'Organisation des Consommateurs et usagers (OCU) en 2019.

## Estonie
- Coop Konsum
- Coop Maksimarket
- Maxima
- Prisma
- Rimi Baltic
- Säästumarket
- Selver

## Finlande
- K-Citymarket : hypermarchés
- K-Supermarket : supermarchés
- K-Market : épiceries de proximité
- K-Rauta : quincailleries
- ABC : stations d'essence
- S-market : hypermarchés
- Prisma : hypermarchés
- Coopératives du groupe S-Ryhmä : Coopératives de distribution
- Alepa : supermarchés
- Sale
- Lidl

### Îles Åland
- K-Supermarket[9]
- K-Market
- Mattsons[9]
- Prisma[10]
- S-market[11]
- Sale[11]
- Sparhallen[12]

## France
| Type d'enseigne      | Enseigne                   | Groupe/Société                                  |                             |
| -------------------- | -------------------------- | ----------------------------------------------- | --------------------------- |
| Hypermarché          | Auchan                     | Groupe Auchan (AFM)                             |                             |
| Hypermarché          | Carrefour                  | Groupe Carrefour                                |                             |
| Hypermarché          | Costco                     | Costco Wholesale Corporation                    |                             |
| Hypermarché          | Match                      | Groupe Louis Delhaize                           |                             |
| Hypermarché          | E.Leclerc                  | Groupe Louis Delhaize                           |                             |
| Hypermarché          | Hyper U                    | Coopérative U                                   |                             |
| Hypermarché          | Intermarché Hyper          | Les Mousquetaires                               |                             |
| Hypermarché          | Migros MMM                 | Fédération des coopératives Migros              |                             |
| Hypermarché          | Maxi Coop                  | Coop Normandie-Picardie                         |                             |
| Hypermarché          | Supermarché                | Carrefour Market                                | Groupe Carrefour            |
| Hypermarché          | Supermarché                | Colruyt                                         | Codifrance - Groupe Colruyt |
| Hypermarché          | Supermarché                | Intermarché Super                               | les Mousquetaires           |
| Super U              | Supermarché                | Coopérative U                                   |                             |
| Match                | Supermarché                | Groupe Louis Delhaize                           |                             |
| Maxi Coop            | Supermarché                | Groupe Coop                                     |                             |
| Auchan Supermarché   | Supermarché                | Groupe Auchan                                   |                             |
| Moyenne surface      | Supermarché                | Biocoop                                         | coopérative Biocoop         |
| Moyenne surface      | Carrefour Contact          | Groupe Carrefour                                |                             |
| Moyenne surface      | Coccinelle                 | Francap                                         |                             |
| Moyenne surface      | Diagonal                   | Diapar                                          |                             |
| Moyenne surface      | Intermarché Contact        | les Mousquetaires                               |                             |
| Moyenne surface      | Maximarché                 | Schiever                                        |                             |
| Moyenne surface      | Migros                     | coopérative Migros - Suisse                     |                             |
| Moyenne surface      | Monoprix                   | Groupe Casino                                   |                             |
| Moyenne surface      | Auchan Supermarché         | Groupe Auchan Mulliez                           |                             |
| Moyenne surface      | Supermarché Maxi           | Groupe Coop                                     |                             |
| Moyenne surface      | Supermarchés Sitis         | Diapar                                          |                             |
| Superette            | 8 à huit                   | Groupe Carrefour                                |                             |
| Superette            | Carrefour Contact          | Groupe Carrefour                                |                             |
| Superette            | Carrefour Montagne         | Groupe Carrefour                                |                             |
| Superette            | Cocci Market               | Francap                                         |                             |
| Superette            | Éco Service                | Groupe Casino                                   |                             |
| Superette            | Supermarché Match          | Groupe Louis Delhaize                           |                             |
| Superette            | Marché Plus                | Groupe Carrefour                                |                             |
| Superette            | Point Coop                 | Groupe Coop                                     |                             |
| Superette            | Cash and carry : Promocash |                                                 |                             |
| Superette            | Proxi                      | Groupe Carrefour                                |                             |
| Superette            | Intermarché Contact        | les Mousquetaires                               |                             |
| Superette            | Schlecker                  | Groupe Schlecker                                |                             |
| Superette            | Sherpa                     | coopérative approvisionnée par le groupe Casino |                             |
| Superette            | Spar                       | Groupe Casino                                   |                             |
| Superette            | Utile                      | Coopérative U                                   |                             |
| Superette            | Vival                      | Groupe Casino                                   |                             |
| Superette            | Viveco                     | Diapar                                          |                             |
| Superette            | Votre Marché               | Diapar                                          |                             |
| Superette (ville)    | My Auchan                  | Groupe Auchan Mulliez                           |                             |
| Superette (ville)    | Carrefour City             | Groupe Carrefour                                |                             |
| Superette (ville)    | Carrefour Express          | Groupe Carrefour                                |                             |
| Superette (ville)    | Carrefour Contact          | Groupe Carrefour                                |                             |
| Superette (ville)    | Diagonal                   | Diapar                                          |                             |
| Superette (ville)    | Carrefour Montagne         | Groupe Carrefour                                |                             |
| Superette (ville)    | E.Leclerc express          |                                                 |                             |
| Superette (ville)    | Franprix                   | Groupe Casino                                   |                             |
| Superette (ville)    | G20                        | Diapar                                          |                             |
| Superette (ville)    | Intermarché Express        | Les Mousquetaires                               |                             |
| Superette (ville)    | Monop'                     | Groupe Casino                                   |                             |
| Superette (ville)    | Petit Casino               | Groupe Casino                                   |                             |
| Superette (ville)    | Shopi                      | Groupe Carrefour                                |                             |
| Superette (ville)    | Sitis                      | Diapar                                          |                             |
| Superette (ville)    | Supermarchés Coop          | Groupe Coop                                     |                             |
| Superette (ville)    | U express                  | Coopérative U                                   |                             |
| Superette (ville)    | Vival                      | Groupe Casino                                   |                             |
| Superette (ville)    | Casino Shop                | Groupe Casino                                   |                             |
| Superette (ville)    | My Auchan                  | Groupe Casino                                   | Groupe Auchan Mulliez       |
| Superette (ville)    | Hard-discount              | Aldi                                            | Groupe Aldi                 |
| Dia                  | Hard-discount              | Groupe Dia                                      |                             |
| Ed - Europa Discount | Hard-discount              | Groupe Dia                                      |                             |
| Lidl                 | Hard-discount              | Groupe Schwarz - Allemand                       |                             |
| Marché aux Affaires  | Hard-discount              |                                                 |                             |
| Mutant               | Hard-discount              | groupe coop                                     |                             |
| Mutant express       | Hard-discount              | groupe coop                                     |                             |
| Netto                | Hard-discount              | les Mousquetaires                               |                             |
| Norma                | Hard-discount              | Allemand                                        |                             |
| Noz (déstockage)     | Hard-discount              | Futura Finances                                 |                             |

## Géorgie
- Carrefour (კარფური)[14],[15]
- Goodwill (გუდვილის)[16]
  - Goodwill Hypermarket
  - Goodwill Supermarket (Batoumi)
- Populi[17]
- Smarti
- Europroduct

## Grèce
Chaînes nationales
- Aldi (anciennement)
- Alfa-Beta Vassilopoulos (Άλφα-Βήτα Βασιλόπουλος) : chaîne nationale de supermarchés (Groupe Delhaize)
- Arista
- Carrefour Marinopoulos (en) (Groupe Carrefour)
- ENA (Groupe Delhaize)
- Lidl
- Makro (Metro AG)
- Metro Cash & Carry (METRO AEBE, ne pas confondre avec Metro Cash and Carry détenu par l'allemand Metro AG)
- Proton
- Veropoulos (en) (Βερόπουλος)

Chaînes régionales ou locales
- Afroditi (Αφροδίτη)
- Aggelis (Αγγέλης)
- Alimenta Top
- Arvanitidis (en) (Αρβανιτίδης)
- Bazaar (en)
- Flora (Φλώρα)
- Galaxias (en) (Γαλαξίας)
- Gountsidis (Γουντσίδης)
- Í̱lios (Ήλιος, « soleil », Groupe Helios[18])
- INKA (ΙΝΚΑ) - Crète
- Kanakis
- Kantzas (Κάντζας)
- Kritikos (Κρητικός)
- Kronos (Κρόνος)
- Larisa (Λάρισα)
- Masoutis (en) (Μασούτης)
- My market (METRO AEBE)
- Papageorgiou (Παπαγεωργίου)
- Sklavenitis (Σκλαβενίτης)
- Thanopoulos (en) (Θανόπουλος)

## Hongrie
- Aldi
- Auchan
- CBA
- Coop
- Interspar
- Lidl
- Match (Groupe Louis Delhaize) : supermarchés
- Metro Cash & Carry
- Penny Market
- Profi (en) : supermarché discount
- Spar
- Tesco

## Irlande
- Aldi
- Centra
- Dunnes Stores
- Eurospar
- Gala (en)
- Iceland
- Joyces 365 (en) : supermarchés
- Londis (en)
- Mace (en)
- M&S Food Hall
- Spar
- Superquinn
- SuperValu (en)
- Tesco

## Islande
- 10-11
- Bónus (Baugur Group)
- Hagkaup (Baugur Group)
- Krónan
- Nóatún
- Nýkaup
- Samkaup

## Kazakhstan
- Green
- Gros
- Metro
- Ramstore
- SM Market
- Vester

## Kosovo
- Albi Commerce[19]
- Diambe (opérant 8 supermarchés[20]
- Interex (opérant 2 supermarchés)
- Maxi (en) (opérant 11 supermarchés[21])
- Mercator
- Tempo
- Viva (opérant 4 supermarkets[22])

## Lettonie
- Beta
- Elvi
- IKI
- Maxima
- Prisma
- Rimi Baltic
- Supernetto

## Liechtenstein
- Coop[23]
- Denner[24]
- Migros[25]
- Spar[26]

## Lituanie
- Koop
- Aibė
- IKI
- Maxima
- Norfa
- Prisma
- Rimi Baltic

## Luxembourg
- Auchan
- Aldi
- Lidl
- Cactus
- Carrefour Express
- Delhaize
- E.Leclerc
- Match
- Smatch

## Macédoine
- Carrefour
- Don
- Ramstore
- Maxi D
- My Market
- SP market
- Tediko
- Tinex
- Tus
- Vero (supermarket chain) - a division of Greek Veropoulos

## Malte
- Lidl

## Moldavie
- Fidesco
- Metro Cash & Carry
- Linella
- Nr. 1

## Monaco
- Carrefour[27]
- Intermarché Express[28]
- Marché U [29]
- Spar[30]

## Monténégro
- CBA
- Konzum
- Laković
- Lidl
- Martinović
- Maxi (en) (Delhaize Group)
- Mercator
- Roda

## Norvège
- 7-Days
- Centra
- Coop
- Easy24
- EuroSpar
- ICA
- ICA Maxi
- Meny
- Kiwi
- Rema 1000
- Rimi (en)
- Ultra
- Smart Club
- SPAR
- Bunnpris
- Coop Mega
- Coop Prix
- Coop Obs!

## Portugal
- Aldi
- Auchan
- Continente (groupe Sonae)
- Continente Bom Dia (groupe Sonae)
- E.Leclerc
- Feira Nova (groupe Jeronimo Martins)
- Intermarché
- Intermarché Contact (groupe Os Mosqueteiros - Les Mousquetaires)
- Intermarché Super (groupe Os Mosqueteiros - Les Mousquetaires)
- Lidl
- Minipreço (groupe Dia)
- Modelo (groupe Sonae)
- Pão de Açucar (groupe Auchan)
- Pingo Doce (groupe Jeronimo Martins)
- Spar

## République tchèque
- Albert
- Billa
- Globus
- Kaufland
- Lidl
- Makro
- Penny Market
- Real
- SPAR
- Tesco

## Roumanie
- Auchan
- Billa
- Carrefour
- Carrefour Market
- Kaufland
- Lidl
- Mega Image (Delhaize, Groupe Delhaize)
- Mere
- Metro
- Penny Market
- Penny Market XXL
- Profi
- Real
- Selgros (en)

## Royaume-Uni

### Gibraltar
- Coviran[31]
- Eroski[32]
- Morrisons[33]
- Safeway (en) (anciennement)

### Guernesey
- Alliance[34]
- Checkers Food Stores (en)
  - Checkers
  - Checkers Xpress
- Morrisons[35]
- The Co-operative[36]

### Jersey
- Checkers Food Stores
  - Checkers Supermarket
  - Checkers Xpress
- Morrisons[35]
- Safeway (en)
- Spar
- The Co-operative[37]

### Île de Man
- The Co-operative
- Shoprite (en)
- Tesco Superstore[38]
- Morrisons (anciennement[39])

## Russie
- Auchan
- Billa
- Metro Cash & Carry
- Magnit
- Ramstore (Рамстор)
- Real
- Spar

## Saint-Marin
- Conad
- Titancoop
- Simply Market

## Serbie
- Aman Market
- Carrefour (ouverture en 2015[40],[41])
- CBA
- DIS
- Gomex
- IDEA (Agrokor)
- InterEx (Les Mousquetaires)
- Lidl (ouverture à la fin de 2014[42], Lidl Stiftung & Co. KG)
- Lurdy
- Roda (Groupe Mercator)
- Maxi (en) (Groupe Delhaize)
- Mercator
- Merkur
- SI market
- SuperVero (Veropoulos)
- Metro Cash and Carry (Metro AG)
- Tempo Cash and Carry (en) (Groupe Delhaize)
- Univerexport (sr)
- Višnjica Dućani

## Slovaquie
- Albert
- Billa
- Carrefour
- CBA
- Hypernova
- Kaufland
- Lidl
- Metro Cash & Carry
- Tesco

## Slovénie
- E.Leclerc
- Hofer
- Lidl
- Mercator
- Spar (Autriche)
  - Interspar
- Tuš

## Suède
- 7 Eleven
- Coop (en)
- Coop Forum (en)
- ICA
- Lidl
- Netto (en)
- Pressbyrån (en)
- PrisXtra (en)
- Spar
- Hemköp

## Suisse
- Coop
- Migros
- Volg
- Aldi
- Coop pronto
- Migrol
- Manor
- Denner
- Lidl

## Turquie
- Carrefour
- Carrefour Express
- Dia
- Makro
- Migros Türk
- Real
- Tesco Kipa (en) (Tesco)
- BİM
- A-101
- Tansaş
- Mark-ha[43]
- Tesetturmayom[44]

## Ukraine
- Auchan (ашан), Auchan citi (ашан сити)
- atb market
- Billa
- Metro Cash & Carry
- velmart